# Sainte-Agathe-d’Aliermont
Sainte-Agathe-d’Aliermont – miejscowość i gmina we Francji, w regionie Normandia, w departamencie Sekwana Nadmorska.
Według danych na rok 1990 gminę zamieszkiwało 257 osób, a gęstość zaludnienia wynosiła 32 osoby/km² (wśród 1421 gmin Górnej Normandii Sainte-Agathe-d’Aliermont plasuje się na 650. miejscu pod względem liczby ludności, natomiast pod względem powierzchni na miejscu 464.).